# Felipe Bojalil Gil
Felipe Bojalil Gil (El Charro Gil; * 21. April 1912 in Misantla; † 1956) war ein mexikanischer Sänger und Komponist.
Gil gehörte einer Musikerfamilie an. Der Bruder von Alfredo, Carlos, Pablo und Chucho Martínez Gil wurde unter dem Namen El Charro Gil bekannt. Er gründete die Gruppe El Charro Gil Y Sus Caporales, mit der er in den 1930er und 1940er Jahren mehrere Alben aufnahm.  Seine Songs wie El tilín tolón, Vida azul, El piojo y la pulga, Lilongo, Canta Morena, El pijul und Quihubo wurden von vielen mexikanischen Sängern interpretiert.  1939 heiratete er die Sängerin Eva Garza. Auch ihr Sohn Felipe Bojalil Garza wurde als Sänger bekannt.